# Nonant-le-Pin
Nonant-le-Pin település Franciaországban, Orne megyében. Lakosainak száma 411 fő (2022. január 1.). Nonant-le-Pin Ginai, Almenêches, Saint-Germain-de-Clairefeuille, Gouffern en Auge és Chailloué községekkel határos.

## Népesség
A település népességének változása:
| Lakosok száma | 532  | 510  | 546  | 498  | 470  | 446  | 421  | 413  | 411  |
|               | 2013 | 2015 | 2016 | 2017 | 2018 | 2019 | 2020 | 2021 | 2022 |